# Aulacobothrus brevicornis
Aulacobothrus brevicornis är en insektsart som först beskrevs av Bi, D. och Wei Ying Hsia 1987.  Aulacobothrus brevicornis ingår i släktet Aulacobothrus och familjen gräshoppor. Inga underarter finns listade i Catalogue of Life.